# Сумбава
Сумбава (индон. Sumbawa) је индонежанско острво површине 15.448 km² у провинцији Западна Нуса Тенгара. Дугачко је 280 километара, а широко 90. Налази се у средини групе Малих Сундских острва. На западу је острво Ломбок, на истоку Флорес, а на југоистоку Сумба. 
По подацима из 2005. на Сумбави живи 1.219.590 људи.
Сумбава је позната по својим вулканима, међу којима је најпознатији вулкан Тамбора (8°14’41”јгш, 117°59’35”игд). Његова ерупција 1815. била је највећа вулканска ерупција икад забележена у историји (четири пута већа од ерупције вулкана Кракатау 1883). Тада је страдало 72.000 људи, а уништена је и локална краљевина. Запремина вулканског пепела избаченог у више слојеве атмосфере у тој катаклизми била је 100 кубних километара.